# Mats Äleklint
Mats Äleklint (Kalmar, 7 oktober 1979) is een Zweedse jazz-trombonist, pianist, componist en arrangeur. Hij is tevens actief in de blues, pop, soul en rock. Äleklint studeerde aan de Kungliga Musikhögskolan in Stockholm.
Äleklint werkt sinds 2000 als freelancer. Hij speelde met onder meer Alberto Pinton, Fredrik Nordström, Stephen Gauci, Per Henrik Wallin, Torbjörn Zetterberg, bigband Large Unit, de Norbotten Big Band en Trondheim Jazz OIrchestra. Hij werkte mee aan Neneh Cherry's productie "The Cherry Thing", waarvoor hij ook arrangementen schreef, en speelde mee in het theaterstuk Karl Gerhard – en fantasi om en revykung.
Hij heeft tevens een eigen kwartet, met Per 'Texas' Johansson, Joe Williamson en Cristopher Cantillo. In 2013 kwam het eerste album van Mats Äleklint Quartet uit.
Äleklint is te horen op albums van onder andere Nils Ölmedal, Pinton, Nordström, Gauci en de groepen All Included en Angles.

## Discografie
- Mats Äleklint Quartet, Moserobie Music Production, 2013